# Owando
Owando est la capitale du département de la Cuvette, en République du Congo et le chef-lieu du district d'Owando. Anciennement appelée Fort-Rousset, la ville d'Owando est essentiellement habitée par les populations Kouyous (97 %). Cette ville connaît depuis 2007 une modernisation spectaculaire et a accueilli, en août 2007, la fête de l'indépendance du Congo-Brazzaville. Sa population était de 48 642 habitants en 2023, date du dernier recensement officiel du pays,.

## Géographie
Owando est située au nord de Brazzaville, à environ 425 km à vol d’oiseau et à environ 510 km par la route. La ville marquait jusqu'il y a peu aussi la fin (provisoire) et donc la limite septentrionale de la partie asphaltée de la N2. Il faut encore 66 km pour rejoindre Makoua, située sur l'équateur, et 52 km de plus pour atteindre Yengo, située sur la rive nord de la rivière Mambili, ville qui forme la frontière entre le département de la Cuvette et celui de la Sangha. La ville se trouve sur la rive droite de la rivière Kouyou affluent de la Likouala-Mossaka.

## Histoire
En 1903, l'administrateur Henri Bobichon fonde le poste colonial français qui prend le nom de Rousset, puis de Fort-Rousset en hommage à l'explorateur Alexis Rousset, décédé en février 1903 en service commandé au Tchad. Il a été rebaptisé Owando en 1977.
Un diocèse catholique romain a été créé dans la ville en 1955, qui est devenu un archidiocèse en 2023.

## Personnalités liées à Owando
- Ferréol Gassackys (1962-), homme politique congolais, écrivain et poète ;
- Marien Ngouabi (1938-1977), militaire et troisième président du Congo Brazzaville ;
- Joachim Yhombi-Opango (1939-2020), militaire et quatrième président du Congo Brazzaville ;
- Nicolas Mondjo (1933-1996), homme politique et diplomate ;
- Jean-Rosaire Ibara (1956-), homme politique, médecin et universitaire ;
- Pierre Moussa (1941-), homme politique, ancien premier ministre, ancien président de la CEMAC ;
- Basile Ikouébé (1946-), diplomate et homme politique, ancien ministre, haut fonctionnaire de l'Union africaine ;
- Gilbert Ondongo (1960-), homme politique, ancien ministre ;
- Daniel Owassa (1959-), diplomate congolais.